# Elias Sarkis
Elias Sarkis (20 juillet 1924 - 27 juin 1985) a été président de la République libanaise de 1976 à 1982.

## Biographie
Né à Shabbaniah, Elias Sarkis est diplômé de droit de l'université Saint-Joseph en 1948. D'abord simple homme de loi en 1953, il devint juge chargé des affaires financières. Durant le régime présidentiel de Fouad Chéhab, il devint conseiller juridique au palais présidentiel de Baabda, et en 1962 il devint le premier conseiller du président. Après la crise bancaire de 1968, Elias Sarkis est nommé gouverneur de la Banque du Liban.
Elias Sarkis a disputé l'élection présidentielle de 1970, et en tant que protégé de Chéhab était un des favoris pour la victoire. Mais à la dernière minute, à cause d'un changement d'attitude des députés du camp de Kamal Joumblatt, il est battu par Soleimane Frangié d'une seule voix. Il est tout de même élu président de la République le 8 mai 1976, alors que la guerre civile libanaise faisait rage. Mais avec l'armée syrienne qui occupait les deux tiers du Liban, et les milices presque tout le reste, son pouvoir était limité. Juste avant la fin de sa présidence en 1982, Israël envahit le Sud du Liban et avance jusqu'à la périphérie de Beyrouth.
Elias Sarkis devait être remplacé par Bachir Gemayel, qui a été élu le 21 août 1982, mais celui-ci est assassiné neuf jours avant sa prise de pouvoir. Amine Gemayel, le frère de Bachir, a été élu le 21 septembre à ce poste, et Sarkis lui remit le pouvoir présidentiel le 23 septembre.
Elias Sarkis est mort en France en 1985, à l'âge de 60 ans.